# 赫尔维·海迈莱宁
赫尔维·海伦娜·海迈莱宁（芬蘭語：Helvi Heleena Hämäläinen，1907年6月16日—1998年1月17日）是芬兰作家。她在长达60多年的写作生涯里发表众多的散文集和诗歌集。
海迈莱宁出生于哈米纳，但在上学前就随父母搬到赫尔辛基。她的第一部小说《慈善家》（Hyväntekijä）发表在1930年，但她的成名作是五年后发表的描写工人阶级的作品《阴沟水》（Katuojan vettä）。她的代表作《体面的悲剧》（Säädyllinen murhenäytelmä）发表于1941年。这是一本使用化名的写实作品，在当时引起轰动，读者可以从中猜测到几个文化界有影响的人物，甚至包括她的前情人作家奥拉维·帕沃莱宁。海迈莱宁的第一部小说《美丽灵魂》（Kaunis sielu），一部早在1927至1928年冬季时写成的第一人称现代派小说，直至2001年才首次发表，原因据测是该小说的同性欲望的题材。
海迈莱宁在1959年获得了Pro Finlandia奖章。
在1987年淡出公众焦点近20年之后，海迈莱宁带着她的诗集《我的同时代人的梦想》（Sukupolveni unta）回到公众视野，并获得了芬兰文学奖。
海迈莱宁在1998年1月17日90岁时去世。她安葬于赫尔辛基东正教墓地。